# Projekt Tytan
Indywidualny System Walki Tytan – projekt wojskowy Sił Zbrojnych Rzeczypospolitej Polskiej, mający na celu stworzenie żołnierza XXI w. (ang. Land Warrior). Projekt wystartował w roku 2007.

## Cele projektu
- Modernizacja wyposażenia indywidualnego i dostosowanie do najnowszych standardów
- Stworzenie mundurów bojowych nowej generacji
- Stworzenie nowoczesnego oporządzenia taktycznego
- Prace nad stworzeniem nowego kamuflażu
- Stworzenie polskiego „Lądowego Wojownika”

## Zintegrowana Grupa Bojowa
Zintegrowana Grupa Bojowa to grupa żołnierzy testująca nowe wyposażenie. W skład zintegrowanej grupy bojowej wchodzą:
- żołnierze JW Grom, którzy testowali system Land Warrior w USA
- żołnierze Jednostki Wojskowej Komandosów
- żołnierze MJDS
- wojskowi eksperci w zakresie łączności i wymiany informacji
- badacze z czołowych ośrodków badawczych zajmujących się wyposażeniem elektronicznym
- niemieccy instruktorzy z formacji Infantierist der Zukunft

## Ułan 21
Pierwszym wyzwaniem dla firm projektujących Tytana było stworzenie „zbroi” która nie tylko chroni przed kulami, ale również poprawi mobilność i ergonomię żołnierza. Na nowym mundurze i opancerzeniu indywidualnym będzie osadzony sprzęt i uzbrojenie, które zapewni mu wiedzę o otoczeniu, poprawi skuteczność bojową jego uzbrojenia (kamery nahełmowe, celowniki noktowizyjne), zapewni zdolność długotrwałego funkcjonowania na polu walki i ochronę przed skażeniami, promieniowaniem laserowym i hałasem. Zainstalowany system łączności C4I pozwoli nie tylko na komunikację głosową, ale też na przekazywanie danych taktycznych. Zbroja ta przyjęła nazwę „Ułan 21” nawiązując do historycznej formacji wojskowej wojska polskiego. Polscy projektanci założyli limit wagi dla nowego munduru bojowego i ma on wynosić 20-23 kg, aby zbytnio nie obciążać żołnierza. Żołnierze testujący zestaw Tytan mają zostać wybrani spośród jednostek specjalnych. Ułan 21 w pierwszej wersji waży 24 kilogramy z kamizelką zintegrowaną i baterią na 24 godziny pracy. Zestaw Ułan 21 pierwszy raz został zaprezentowany podczas wystawy Future Soldier 2008 w Pradze.

## Modułowy System Broni Strzeleckiej
Fabryka Broni Łucznik w Radomiu i Wojskowa Akademia Techniczna w ramach programu Tytan prowadzą programy badawczo-rozwojowe, mające na celu opracowanie i wdrożenie modułowej broni strzeleckiej - MSBS kalibru 5,56 mm, które doprowadziły do powstania prototypów polskiego karabinka automatycznego, opartego na bazie wspólnej komory zamkowej dla układów klasycznego i bezkolbowego. Docelowo ma on zastąpić obecnie używane karabinki szturmowe i ręczne karabiny maszynowe.

## Harmonogram
Prace rozpoczęto w 2007 roku. W sierpniu 2015 zakończono wstępny etap i przystąpiono do przygotowania projektu technicznego. Na 2017 planowane było rozpoczęcie wyposażania jednostek w wyprodukowany sprzęt. MON planował zakupić 14 tysięcy zestawów.